# Seznam nemških ilustratorjev
Seznam nemških ilustratorjev.

## B
- Gotfried Bammes (1920 - 2007) (risar - anatomij živali in ljudi)
- Silke Brix
- Paul Brockmüller
- Paul Bürde
- Wilhelm Busch (1832 - 1908)

## E
- Anke-Katrin Eißmann

## F
- Lilo Fromm

## G
- Betina Gotzen-Beek
- Lea Grundig

## H
- Uwe Heidschötter
- Hilde Heyduck-Huth

## K
- Walther Klemm
- Johann Ulrich Kraus
- Torben Kuhlmann

## L
- Kurt Lehmann (1905 - 2000)  ?

## M
- Paul Maar
- Josef Madlener
- Pius Ferdinand Messerschmitt (1858 - 1915)
- Gustav Mützel

## N
- Silvio Neuendorf

## O
- Marigard Ohser-Bantzer (1905 - 1999)

## P
- Bruno Paul

## R
- Margret Rettich

## S
- Axel Scheffler
- Carl Felix von Schlichtegroll
- Rudolf Schlichter
- Manfred Schlüter
- Adolf Schrödter
- Binette Schroeder
- Lieselotte Schwarz

## T
- Franz Josef Tripp

## U
- Adolf Uzarski

## V
- Silke Voigt

## Z
- Heinrich Zille (1858–1929)